# A Sailor Moon Stars epizódjainak listája
Ez a szócikk a Sailor Moon című anime (nálunk "Varázslatos álmok") ötödik évadának epizódismertetőit tartalmazza. A sorozat a TV Asahi és a Toei Animation együttműködésének köszönhetően készülhetett el, 1996-1997-ben. Magyarországon ez az évad nem került bemutatásra.
Az évad a manga "Stars" éráját meséli el, azonban sokkal hamarabb került bemutatásra, mint ahogy Takeucsi Naoko megrajzolhatta volna, így jelentős különbségek figyelhetőek meg a kettő között, ami különösen a befejezés tekintetében jelentős. Hat felvezető epizód készült, melyek tulajdonképpen az előző évad elvarratlan szálainak megoldását mutatják be. Ahogy a második évad esetében, úgy itt is az időnyerés céljából "találták ki" az anime rajzolói ezeket a részeket. Ezután az évad a manga cselekményét követi tovább: új karakterek mutatkoznak be (Sailor Starlights, Kakjú hercegnő, és CsibiCsibi). Csibiusza visszautazik a saját idejébe, így ebben az évadban már nem szerepel. Felbukkannak új ellenségek, Sailor Galaxia vezetésével. A "Shadow Galactica" célja, hogy uralja a világegyetemet, méghozzá úgy, hogy ehhez minél több "csillagmag"-ot (Star Seed) gyűjt össze. Ezek csak az adott rendszert védelmező harcosokban találhatóak meg. Az ellenfelek, ami kizárólag erre az évadra jellemző, kivétel nélkül nők. Ráadásul ez az egyetlen olyan évad, ahol a gonosz karaktereket gonosz karakterek ölnek meg.
Takeucsi összességében elégedetlen volt az évaddal, ugyanis több olyan változtatást is eszközöltek, ami szerinte helytelen volt. Többek között a harcosok végső uniformisa sem nyerte el a tetszését, valamint az, hogy a mangabeli karakterek egy részét teljesen kiírták a sorozatból (Sailor Kakjú, Cosmos, Lethe, Mnemosyne), s hogy az eredetileg csak mellékszereplőnek szánt Sailor Starlights csapat főszereplő lett. Különösen az aggasztotta, hogy a harcosok civil formájukban férfiak voltak, ami ellentmondott annak a ténynek, hogy harcosok csak nők lehetnek. Ez utóbbi ténynek köszönhetően számos országban (így Franciaországban és Magyarországon) sosem vetítették le ezt az évadot. Az Egyesült Államokban sem vetítették. Bemutatásra került viszont Németországban, a magyar közönség az RTL 2-n keresztül láthatta az epizódokat.
Az évad főcímdalát is lecserélték, mely csak a legutolsó epizódban tért vissza.

## Epizódismertető
Mivel Magyarországon sosem került bemutatásra ez az évad, ezért az epizódcímek a japán cím fordításaiként kerülnek ismertetésre.
| 167 | "Akumu hana wo chirasu toki! Yami no Joō fukkatsu" (悪夢花を散らす時!闇の女王復活) A sötétség királynőjének visszatérése                   | 1996. március 9.     |
| Sailor Pluto visszaveszi Hotarut Tomoe professzortól. Csibiusza szeretne visszatérni a jövőbe, ám erre egyelőre nem kerülhet sor. Nehelléniát egy titokzatos hang felébreszti álmából, majd a gyűlöletéből formált tükröt széttöreti vele, ami széthullik a Földön. Egy darabka Mamoru szemébe esik, aki furcsán kezd el viselkedni. Uranus, Neptune és Pluto különös üveglényekkel harcolnak, majd nagy megdöbbenésükre a felnőtt Hotaru jelenik meg előttük, aki közli velük: a hercegnő veszélyben van, a gonosz pedig közelít.                                                             | |                      |
| 168 | "Satān no mezame! Sērā jyu Senshi shūketsu" (サターンの目覚め!S10戦士集結) Sailor Saturn ébredése. A tíz holdharcos gyülekezője            | 1996. március 23.    |
| Mamoru egyre furcsábban viselkedik, ami nagyon aggasztja Uszagit. Hotaru előtt megjelenik Sailor Saturn szellemképe, s visszanyeri korábbi harcos-emlékeit. Sailor Moon komoly veszélybe kerül, s az összes holdharcos együttes erejének hatására új erőt adnak neki át. | |                      |
| 169 | "Noroi no makyō! Akumu ni torawareta Mamoru" (呪いの魔鏡!悪夢にとらわれた衛) Az elátkozott varázstükör. A rémálom, mely megszállta Mamorut | 1996. április 13.    |
| A város összes lakója, beleértve Mamorut is, a tükrök bűvkörébe kerül. Uszagit egy árny emlékezteti egy régi ellenségre, ezért összegyűjti a harcosokat. Amikor Mamoru lakására érnek, rájönnek, hogy Nehellénia áll az egész mögött, aki a transzba esett Mamorut berántja magához a tükrök világába. | |                      |
| 170 | "Unmei no ichiya! Sērā Senshi no kunan" (運命の一夜!セーラー戦士の苦難) A sors éjszakája. A holdharcosok agóniája                          | 1996. április 20.    |
| Bár a harcosok tiltakoznak, Sailor Moon Mamoru után megy a tükrök világába. A holdharcosok elhatározzák, hogy utánamennek, ám az idegen világban különválnak útjaik. Uranus és Mercury közösen veszik fel a harcot egy szellemmel, de végül tükrök fogságába esnek. Mars és Neptune szintén vészhelyzetbe kerülnek. Csibiusza elkezd elhalványodni, ami annak a jele, hogy ha nem változtatják meg a dolgok állását, ő soha nem fog megszületni. | |                      |
| 171 | "Ai yue ni! Hateshinaki makai no tatakai" (愛ゆえに!果てしなき魔界の戦い) Végtelen háború a démoni világban a szerelemért                  | 1996. április 27.    |
| Mars és Neptune, valamint Venus és Pluto is a tükrök fogságába esik. Jupiter feláldozza magát, hogy megszüntesse a Sailor Moon-ra telepedett hipnotikus álmot. Uszagi a rózsa alakú fülbevalóról az Álarcos Férfira emlékszik vissza, s megtöri a varázst. Nehellénia kastélyába indul, ahová azonban csak a tüskés bozótból álló lépcsőn keresztül juthat. | |                      |
| 172 | "Ai no mūn pawā! Akumu no owaru toki" (愛のムーンパワー!悪夢の終わる時) A holdbéli szeretet ereje. A rémálom vége                          | 1996. május 4.       |
| Sailor Chibi Moon és Saturn megküzdenek Nehelléniával. Saturn a saját magát is elpusztító támadást vetné be, de Chibi Moon nem engedi. Válaszul Nehellénia tükörbe zárja Saturnt, Chibi Moon pedig teljesen eltűnik. Nehellénia felfedi Sailor Moon előtt, hogy gyermekkora óta magányosnak érezte magát, de a tükrök társaságában mindig felvidult. Uszagi szerelme magához téríti Mamorut, s így a harcosok mind visszatérnek. Ereje segítségével Nehelléniát visszaküldi gyermekkorába, hogy mindent újrakezdhessen.                                                                        | |                      |
| 173 | "Wakare to deai! Unmei no hoshiboshi no ryūten" (別れと出会い!運命の星々の流転) Búcsú és találkozás. A hullócsillagok sorsa                | 1996. május 11.      |
| Mamoru több hónapra külföldre utazik, hogy folytassa tanulmányait. Ám mielőtt elmenne, eljegyzi Uszagit. A repülőt azonban, melyen Mamoru utazik, Sailor Galaxia elpusztítja. Erről azonban Uszagi mit sem tud. A Three Lights nevű sikeres együttes a városba érkezik, s ugyanekkor megjelenik egy ellenség, Sailor Iron Mouse is, aki elveszi egy ember Star Seed-jét. Ettől az illető szörnnyé változik. Három ismeretlen harcos, a Sailor Starlights hirtelen megjelenik a helyszínen. Bár ők azt állítják, hogy a szörny visszaváltoztatása lehetetlen, Sailor Moon ereje mégis képes rá. | |                      |
| 174 | "Gakuen ni fuku arashi! Tenkōsei wa aidoru" (学園に吹く嵐!転校生はアイドル) Sztártanulók az iskolában                                      | 1996. május 18.      |
| A Three Lights tagjai beiratkoznak Uszagi iskolájába. Egyikük, Széja szeretne valami izgalmas klubhoz csatlakozni, és ehhez Uszagi segítségét kéri. Meglátogatják az amerikai focistákat. A csapatkapitány lesz Sailor Iron Mouse új célpontja. A holdharcosok találkoznak a Sailor Starlights csoporttal. | |                      |
| 175 | "Aidoru wo mezase! Minako no yabō" (アイドルをめざせ!美奈子の野望) Minako célja: a sztárrá válás                                           | 1996. május 25.      |
| Minako, hogy saját karrierjét is beindítsa, úgy dönt, hogy felcsap a Three Lights asszisztensének. Sailor Iron Mouse eközben célpontnak szemel ki egy lerázhatatlan fotóriportert. | |                      |
| 176 | "Faitā no shōtai! Shōgeki no chōhenshin" (ファイターの正体!衝撃の超変身) A harcosok valódi alakja. Egy sokkoló átalakulás                  | 1996. június 8.      |
| A Three Lights egy új színpadi mű megrendezésére készül. Segítségükre van koreográfusként egy nő, aki egyben Rei iskolájában tanít, Széja azonban nem jön ki vele. Miután ő is célpont lesz, Széja kénytelen lesz egyedül átváltozni. | |                      |
| 177 | "Hoshi ni takusu yume to roman! Taiki no henshin" (星に託す夢とロマン!大気の変身) Álmok és románc. Taiki átalakulása.                      | 1996. június 15.     |
| A lányok egyik tanára egy közelgő üstökös megfigyelésére készül. Miután azonban ő lesz az egyik új célpont, Taiki egyedül kényszerül arra, hogy átváltozzon, és megmentse a professzort. | |                      |
| 178 | "Luna wa mita!? Aidoru Yaten no sugao" (ルナは見た!?アイドル夜天の素顔) Luna látta Yaten valódi formáját?                                  | 1996. június 22.     |
| A Three Lights egy olyan műsorban szerepelne, amelyben házi kedvencekkel mutatkoznak a sztárok. Sajnos az eredetileg erre a célra kiszemelt kaméleon megszökik, de Luna a közelben van. Barátságot köt Jatennal, bár nem tudja, ki ő. Egy állat-szépségszalonban akcióba lép Sailor Iron Mouse, s Jaten kénytelen átváltozni. | |                      |
| 179 | "Teki? Mikata? Sutāraitsu to Sērā Senshi" (敵?味方?スターライツとS戦士) Ellenségek? Barátok? Holdharcosok és Starlights-harcosok           | 1996. június 29.     |
| Taiki és Makoto összefutnak az iskola üvegházában. Taiki megkéri a lányt, hogy főzzön vele egy TV-műsorban. Uszagi is velük tart, hogy segítsen, bárt rengeteget csetlik-botlik. | |                      |
| 180 | "Yobiau hoshi no kagayaki! Haruka-tachi sansen" (呼び合う星の輝き!はるか達参戦) A csillagok fényessége. Haruka háborúja                    | 1996. július 13.     |
| A Three Lights és Micsiru egy koncerten fognak szerepelni, a lányok pedig mindenáron el szeretnének oda jutni. A koncert után Széja és Micsiru flörtölnek, ami feldühíti Harukát. | |                      |
| 181 | "Seiya to Usagi no doki-doki dēto" (セイヤとうさぎのドキドキデート) Seiya és Usagi randevúja                                               | 1996. július 20.     |
| Széja randevúra hívja Uszagit. A lány elfogadja az ajánlatot, de kicsit kellemetlenül érzi magát. Megzavarja őket Sailor Iron Mouse legújabb támadása, ami miatt egymástól függetlenül át kell változniuk. Iron Mouse azonban leleplezi Széját, és megfenyegeti, hogy felfedi kilétét. Erre azonban már nincs ideje, mert Galaxia, a sorozatos eredménytelenséget megunva, elveszi az őt életben tartó karpereceit. | |                      |
| 182 | "Uchū kara no shinryaku! Seirēn hirai" (宇宙からの侵略!セイレーン飛来) Űrinvázió. Egy szirén berepülése                                    | 1996. augusztus 3.   |
| Galaxia két új harcost, Aluminum Seiren-t és Lead Crow-t veti be a Star Seed-ek kereséséért. Uszagi megismerkedik egy pici kislánnyal, aki rendkívüli módon hasonlít rá külsőleg. Később azt látja, hogy a kislányt otthon mindenki az ő kistestvérének hiszi. A rejtélyes kislány, akit CsibiCsibi-nek neveznek el, eltűnik. Uszagi és Szecuna a nyomába erednek. Aluminum Seiren időközben támadásba lendül. | |                      |
| 183 | "Shiryō no sakebi? Kyōfu kyampu no kaijin" (死霊の叫び!?恐怖キャンプの怪人) Egy halott szellemének kiáltása. A rémtábor rejtélye           | 1996. augusztus 10.  |
| A harcosok leutaznak egy vidéki tóhoz, ahol Rei egyik rokona, egy tehetséges agyagos lakik. A Three Lights is a közelben tartózkodik, ugyanis egy horrorfilmet forgatnak a helyszínen. Aluminum Seiren itt lép támadásba. | |                      |
| 184 | "Futarikiri no yoru! Usagi no pinchi" (ふたりきりの夜!うさぎのピンチ) Usagi bajban. Egy éjszaka két fő részére                             | 1996. augusztus 17.  |
| Miután rájön, hogy Uszagi egyedül lesz otthon éjszaka, Seiya felajánlja, hogy elmegy hozzá és őrködik felette. Hamarosan azonban beállít az összes holdharcos, és a Three Lights többi tagja is. S hogy a helyzet még kellemetlenebb legyen, egy tévériporter is felbukkan a helyszínen, aki ráadául áldozattá válik. | |                      |
| 185 | "Taiki zesshō! Shinjiru kokoro wo uta ni komete" (大気絶唱!信じる心を歌にこめて) Taiki dala                                                | 1996. augusztus 31.  |
| Fiatal lány fekszik súlyos betegséggel a kórházban. Egyetlen vágya, hogy találkozhasson a Three Lights csapatával. Taiki meg is látogatja, s a lány egyik rajzában az általuk keresett hercegnőt váli felismerni. A sebészorvos lesz a Shadow Galactica legújabb célpontja. | |                      |
| 186 | "Chibichibi no nazo! Osawagase daitsuiseki" (ちびちびの謎!おさわがせ大追跡) CsibiCsibi titka                                               | 1996. szeptember 7.  |
| CsibiCsibi mindig rengeteg édességgel jön haza. Uszagi kíváncsi lesz, hogy honnan szerezhette a finomságot, ezért követni kezdi a kislányt. Abban bízik, hogy ha követi, az édességek birodalmába jut. Útközben az összes barátja hozzá csapódik, és végül egy gazdag úrnál kötnek ki. | |                      |
| 187 | "Kagayaku hoshi no pawā! Chibichibi no henshin" (輝く星のパワー!ちびちびの変身) Egy fényes csillag ereje. CsibiCsibi átváltozása           | 1996. szeptember 14. |
| A Three Lights hivatalos rajongói közösségének első számú tagja versenyre kel Uszagival. A tét: ki töltheti el ezután az időt Seiyával. Softball-meccset játszanak, ám közben Aluminum Seiren akcióba lép. Uszagi Sailor Moon-ná változik, ám őt szemelik ki újabb célpontnak. CsibiCsibi megjelenik a helyszínen, és tanúbizonyságát adja különleges képességeinek, felturbózva Sailor Moon támadását. | |                      |
| 188 | "Kyōfu e no shōtai! Usagi no yakan hikō" (恐怖への招待!うさぎの夜間飛行) Meghívás a terrorba. Usagi éjszakai repülése                      | 1996. október 12.    |
| Ami, Rei, Makoto, és Minako részt vehetnek egy közös repülőúton a Three Lights csapattal. Uszagi irigykedik rájuk, ám hamarosan rájön, hogy az egész Aluminum Seiren csapdája - ő is kap egy jegyet ellenfelétől az útra. A holdharcosok és a csillagharcosok rájönnek egymás kilétére, Aluminum Seirent pedig eredménytelensége miatt Galaxia megöli. | |                      |
| 189 | "Shimei to yūjō no hazama! Sērā Senshi-tachi no tairitsu" (使命と友情の間!S戦士達の対立) Tépelődés a küldetés és a barátság között         | 1996. október 19.    |
| Uszaginak kellemetlen a tudat, hogy másként kell viselkednie a Three Lights csapattal, miután kilétük lelepleződött. Jaten és Taiki figyelmeztetik Széját, hogy maradjon távol Uszagitól. Új ellenség bukkan fel, a csillagharcosok azonban nem hajlandóak együttműködni Sailor Moon-nal. Széja azonban megmenti az életét Sailor Tin Nyanko támadása után, bár ezért cserébe sérülést szenved. | |                      |
| 190 | "Akasareta shinjitsu! Seiya-tachi no kako" (明かされた真実!セイヤ達の過去) Fény derül az igazságra. A csillagharcosok története            | 1996. október 26.    |
| A külső holdharcosok is felfedezik a csillagharcosok identitását. Széja megígéri, hogy távol marad Uszagitól, akit pedig a többi csillagharcos és a külső holdharcosok akadályoznak meg ebben. Széja titokban elhívja a koncertjükre Uszagit, ahol fény derül a titkukra. Eszerint az ő bolygójukat Galaxia elpusztította, hercegnőjük pedig elmenekült a Földre, s most őt keresik. Széja még nem épült fel teljesen sérüléseiből, azonban kénytelen felvenni a harcot az ellenséggel. | |                      |
| 191 | "Hikari no chō ga mau toki! Atarashī nami no yokan" (光の蝶が舞う時!新しい波の予感) Az új hullám előszele                                  | 1996. november 9.    |
| A holdharcosok részt vesznek egy játékban, hogy közelebb kerülhessenek a Three Lights együtteshez. Az a céljuk, hogy meggyőzzék őket: Uszagi és Széja továbbra is találkozhassanak. Uszagi csak később érkezik, de ekkor már harcolnia is kell. | |                      |
| 192 | "Yume icchokusen! Aidoru Minako tanjō!?" (夢一直線!アイドル美奈子の誕生) Minako álmának beteljesülése                                      | 1996. november 16.   |
| Minako egy tehetségkutatón bejut a döntőbe, ahol Jaten az egyik zsűritag. Közben azonban egyensúlyt kell tartania a hírnév, a kötelesség, és a barátnői közt. Miután látja a lány elszántságát, Jaten megértőbben kezd el viselkedni a holdharcosok iránt. | |                      |
| 193 | "Ubawareta ginzuishō! Kakyū Purinsesu shutsugen" (うばわれた銀水晶!火球皇女出現) Az Ezüstkristály eltűnése                                 | 1996. november 30.   |
| Sailor Lead Crow felfedezi, hogy Uszagi valójában Sailor Moon. Egy fekete lyukban akarja elveszejteni őt és barátait. Hogy ezt megakadályozza, Uszagi felkínálja saját Star Seed-jét. Sailor Tin Nynako, Lead Crow vetélytársa azonban végez a gonosszal. Sailor Moon és CsibiCsibi is belezuhannak a lyukba, de CsibiCsibi varázslattal megsemmisíti azt. Uszagi visszakapja Star Seed-jét, méghozzá egy rejtélyes nőtől, aki önmagát mint a keresett hercegnőt mutatja be. | |                      |
| 194 | "Ginga no seisen! Sērā Wōzu densetsu" (銀河の聖戦 セーラーウォーズ伝説) A Sailor háborúk legendája                                         | 1996. december 7.    |
| A hercegnő elmondja, hogy azért jött a Földre, hogy megkeresse a rejtélyes "reménysugarat", amely az egyetlen eszköz Galaxia elpusztításához. Uszagi megpróbál kapcsolatba lépni Mamoruval, sikertelenül. A holdharcosok időközben mindenhová követik őt, hogy megvédjék a támadástól. | |                      |
| 195 | "Kakyū Purinsesu shōmetsu! Gyarakushia kōrin" (火球皇女消滅!ギャラクシア降臨) A hercegnő halála. Galaxia érkezése                          | 1996. december 14.   |
| Most, hogy megtalálták a hercegnőt, a Three Lights bejelenti, hogy feloszlik, de még tartanak egy búcsúkoncertet. Galaxia felbukkan és Tin Nyanko segítségével támadásba lép. Tin Nyanko azonban vívódik a belőle kihozott jósággal, ezért Galaxia megöli őt. A hercegnő feláldozza magát a holdharcosok védelmében, Galaxia pedig elveszi a Star Seed-jét. | |                      |
| 196 | "Ginga horobiru toki! Sērā Senshi saigo no tatakai" (銀河滅びる時!S戦士最後の戦い) A galaxis pusztulása. A holdharcosok utolsó csatája     | 1997. január 11.     |
| Galaxia most már elég erős, hogy elvegye minden ember Star Seed-jét. A csillagharcosok akcióba lépnek, s ezért a holdharcosok a segítségükre sietnek. Galaxia azonban elveszi a holdharcosok Star Seed-jét, megölve ezzel őket. | |                      |
| 197 | "Ginga no shihaisha! Gyarakushia no kyōi" (銀河の支配者! ギャラクシアの脅威) Az Univerzum ura. Galaxia fenyegetése                         | 1997. január 18.     |
| Kiderül, hogy Mamoru már hónapok óta halott: Galaxia elvette a Star Seed-jét. Uranus, Neptune, Pluto, és Saturn felveszik a kilátástalan küzdelmet Galaxiával szemben, de hasztalan. Galaxia ajánlatot tesz Uranusnak és Neptune-nak, akik a szolgálatába állnak, s megölik Plutót és Saturnt. | |                      |
| 198 | "Kieyuku hoshiboshi! Uranasu-tachi no saigo" (消えゆく星々!ウラヌス達の最期) Eltűnő csillagok. Uranus és Neptune halála                    | 1997. január 25.     |
| Sailor Moon és a csillagharcosok kénytelenek felvenni Uranusszal és Neptune-nal a harcot, akik Galaxia új szolgálói. Ám az egész csak trükk: valójában azért lettek a szolgái, hogy trükkel elvehessék a Star Seed-jét, és véget vessenek a szenvedéseknek. De Galaxiának nincs Star Seed-je, s a két engedetlen holdharcossal is végez. | |                      |
| 199 | "Kibō no Hikari! Ginga wo kaketa saishū kessen" (希望の光!銀河をかけた最終決戦) A reménysugár                                              | 1997. február 1.     |
| Már csak Sailor Moon, CsibiCsibi, és a csillagharcosok maradtak életben. Utóbbiak minden erejüket bevetik a harcban, de hasztalan, ráadásul súlyos sérüléseket is szenvednek. Sailor Moon hiszi, hogy Galaxiában még mindig van jóság, s megpróbálja megtéríteni. Bár sikerülne, az utolsó pillanatban Galaxia mégis támadásba lendül, s elveszi Sailor Moon Star Seed-jét. De mielőtt megkaparinthatná, CsibiCsibi felfedi kilétét: ő maga a titokzatos reménysugár, Galaxia Star Seed-jének inkarnációja.                                                                                    | |                      |
| 200 | "Usagi no ai! Gekkō ginga wo terasu" (うさぎの愛!月光銀河を照らす) Usagi szerelme. A holdfény beragyogja a galaxist                        | 1997. február 8.     |
| CsibiCsibi feltámasztja Sailor Moon-t, majd karddá változik, és könyörög, hogy vele ölje meg Galaxiát. Sailor Moon visszautasítja ezt, mert hiszi, hogy Galaxiában még mindig van jóság. Kiűzi a testéből a Káoszt, majd visszaadja Star Seed-jét. Ennek hatására, mindenki, aki Galaxia miatt halt meg, feltámad. A csillagharcosok és hercegnőjük elhagyják a Földet. Usagi és Mamoru újra találkoznak, és megerősítik egymás iránt érzett szerelmüket. | |                      |